# NGC 6214
NGC 6214 (другие обозначения — UGC 10507, MCG 11-20-24, ZWG 320.36, IRAS16393+6608, PGC 58709) — галактика в созвездии Дракон.
Этот объект входит в число перечисленных в оригинальной редакции «Нового общего каталога».